# Holger Winell
Holger Erik Wilhelm Winell, född 12 juli 1910 i Ljusfallshammar, Hällestads socken, Östergötlands län, död 12 december 2008 i Skövde, var en svensk målare, tecknare och industriförman.
Han var son till gjutaren Karl Valfrid Winell och Hedvig Elisabet Jonsson och från 1932 gift med Elsa Fredrika Johansson. Winell var som konstnär autodidakt. Han medverkade i Skaraborgssalongerna som visades i Skövde och Falköping samt i vandringsutställningar med provinsiell konst i Skaraborgs län. Hans konst består av figurer, porträtt, stilleben och landskapsskildringar utförda i olja eller pastell.